# Подхорани (Прешов)
Подхорани (слч. Podhorany) насељено је мјесто са административним статусом сеоске општине (слч. obec) у округу Прешов, у Прешовском крају, Словачка Република.

## Становништво
| Година:    | 1994. | 2004.    | 2014.    | 2024.    |
| ---------- | ----- | -------- | -------- | -------- |
| Број људи: | 610   | 685      | 778      | 890      |
| Разлика:   |       | +12,29 % | +13,57 % | +14,39 % |

| Година:    | 2023. | 2024.   |
| ---------- | ----- | ------- |
| Број људи: | 878   | 890     |
| Разлика:   |       | +1,36 % |

Према подацима о броју становника из 2024. године насеље је имало 890 становника.